# アンフェニコール系抗生物質

クロラムフェニコール

チアムフェニコール

アンフェニコール系抗生物質とはフェニルプロパノイド骨格をもつ抗生物質の一群。細菌の50Sリボゾームサブユニットのペプチジルトランスフェラーゼ酵素活性を阻害することで抗菌薬として働く。

## アンフェニコール系抗生物質の一覧
- クロラムフェニコール
- チアムフェニコール
- アジダムフェニコール
- フロルフェニコール